# 盆ノ木至
盆ノ木 至（ぼんのき いたる、1990年7月3日 - ）は、日本の男性漫画家。神奈川県出身。2013年に『週刊少年チャンピオン』（秋田書店）に掲載した「吸血鬼すぐ死ぬ」の読み切りでデビュー。2015年から同誌にて、同作を連載している。主に同誌で活動。

## 来歴

### デビュー
盆ノ木が出張編集部に持ちこみを行ったことにより、秋田書店の編集者である福田裕子と出会う。2013年、『週刊少年チャンピオン』（秋田書店）と『別冊少年チャンピオン』（同）合同新人まんが賞に応募した「吸血鬼すぐ死ぬ」が第80回佳作を受賞。同年、同作を『週刊少年チャンピオン』30号に掲載し、デビューを果たす。

### ONEのアシスタント時代
デビュー作の読み切りの掲載後、「セカンドデビューができなくて苦しんでいた」盆ノ木は、漫画を描くことができない状況に陥っていた。そんなタイミングで、ONEがアシスタントの募集をしていた。もともと『ワンパンマン』や『モブサイコ100』をかじりついて読むほどONEのファンであった盆ノ木は、「ダメ元」で「応募だけでも」と考え、原稿を送ったところ、親と進路の話をしている時に採用の電話を受ける。この時の原稿についてONEは、「プロみたいな人から応募が来たな」と思ったと話している。ONEによると「キャラクターもギャグも、最初から自分で答えを持ってた」ため、盆ノ木は「最初から細かい指示はしなくてもいい感じに背景とかを描いて」いた。盆ノ木はONEからComicStudioの使い方や、アシスタントへの指示の方法などを学んだと話している。
2014年、『週刊少年チャンピオン』36・37合併号より魔法使いを描いたギャグ作品「マリリーン大魔法研究所」の短期集中連載を開始し、同年39号で終了。

### 『吸血鬼すぐ死ぬ』の連載開始から休載
「もともと吸血鬼にまつわる民間伝承が好き」な盆ノ木は、2014年、『週刊少年チャンピオン』にてすぐに死ぬ吸血鬼が登場する『吸血鬼すぐ死ぬ』の読み切りを掲載。短期連載も人気を得ていたが、当時の担当編集者であった福田が同作の連載を希望したことにより、2015年より同作を「ブラッシュアップした」連載を開始。連載の立ち上げから1年ほどで、福田が販売部に異動となったことにより、担当編集者が変更となる。
2017年、「日刊月チャン」（同）のサイトが開設され、同作のアルマジロのジョンが主役のスピンオフ作品『ほぼ日刊アルマジロのジョン』の連載を開始。2021年、『吸血鬼すぐ死ぬ』がテレビアニメ化される。
2023年、『マンガクロス』（同）にてゲーム『NEEDY GIRL OVERDOSE』のコミカライズ『NEEDY GIRL OVER DOSE RUN WITH MY SICK』の連載が開始となり、盆ノ木は同作の原作を担当。盆ノ木が原作を担当するのは、同作が初となる。
2023年5月から、盆ノ木の体調不良により『吸血鬼すぐ死ぬ』を休載。同年10月、難病の胸椎黄色靱帯骨化症であることを発表。

## 人物
影響を受けた人物にONEを挙げている。特に『吸血鬼すぐ死ぬ』のロナルド吸血鬼退治事務所は『モブサイコ100』の霊とか相談所から、「ハンターたちが街でわちゃわちゃやってる」場面は『ワンパンマン』から影響を受けている。
好きな動物はアルマジロで、『吸血鬼すぐ死ぬ』に登場している。『モブサイコ100』の第9巻の「霊幻が記者会見したあと、テレビに「しばらくお待ち下さい」って表示されるシーン」のアルマジロは、アシスタントをしていた盆ノ木が「好きな動物描いていいよ」と言われて描いたのだという。

## 作品リスト

### 漫画作品
- 凡例
  - 〈種〉連載か読切かで2種に大別。
  - 〈収録〉未：単行本未収録。

|  | 連載作品 |  | 読切作品 |

|   | 作品名                                | 種   | 発行     | 掲載                                                            | 収録 | 注記 |
| - | ------------------------------------- | ---- | -------- | --------------------------------------------------------------- | ---- | --- |
| 1 | 吸血鬼すぐ死ぬ                        | 読切 | 秋田書店 | 週刊少年チャンピオン 2013年30号 週刊少年チャンピオン 2014年41号 | 未   | デビュー作。吸血鬼とハンターを描くギャグ。                                                                                         |
| 2 | マリリーン大魔法研究所                | 連載 | 秋田書店 | 週刊少年チャンピオン 2014年36・37合併号 - 39号                  | 未   | 短期集中連載。魔法使いを題材としたギャグ。                                                                                         |
| 3 | 吸血鬼すぐ死ぬ                        | 連載 | 秋田書店 | 週刊少年チャンピオン 2015年30号 - 連載中                        | —    | 「バーニングサマー新連載大攻勢第4弾」作品。吸血鬼とハンターを描くギャグ。                                                          |
| 4 | ほぼ日刊アルマジロのジョン            | 連載 | 秋田書店 | 日刊月チャン 2017年10月6日 - 連載中                             | —    | 『吸血鬼すぐ死ぬ』のアルマジロのジョンが登場するカラーイラスト連載。単行本のタイトルは『アルマジロのジョン from 吸血鬼すぐ死ぬ』。 |
| 5 | NEEDY GIRL OVER DOSE RUN WITH MY SICK | 連載 | 秋田書店 | マンガクロス 2023年3月21日 - 連載中                             | —    | 初原作担当作品。ゲーム『NEEDY GIRL OVERDOSE』のコミカライズ。                                                                      |
| 6 | YOUはどうして鉄壁に                   | 読切 | 集英社   | 『ONE PIECE magazine 特集 ゆるいONE PIECE 〜Laugh＆Moff〜 019』 | —    | 『ONE PIECE』のトリビュート企画作品。                                                                                              |

### 書籍
書誌情報の詳細などについてはリンク先の各記事を参照。

- 凡例
  - 〈レーベル〉SCC：少年チャンピオンコミックス / SCCE：少年チャンピオンコミックス・エクストラ

|   | 書名                                   | 出版社   | レーベル | 発行年   | 判型 | 巻数 | 注記 |
| - | -------------------------------------- | -------- | -------- | -------- | ---- | ---- | ---- |
| 1 | 吸血鬼すぐ死ぬ                         | 秋田書店 | SCC      | 2015年 - | 新書 | 25   |      |
| 2 | アルマジロのジョン from 吸血鬼すぐ死ぬ | 秋田書店 | SCCE     | 2019年 - | B6   | 3    |      |

### その他
- 刃牙シリーズ25周年コラボイラスト（『週刊少年チャンピオン』2016年43号[27]） - 同誌に連載を持つ作家として作品とコラボしたイラストを寄稿[27]
- 『週刊少年チャンピオン』創刊50周年記念歴代作家陣描きおろしお祝い色紙両面ピンナップポスター（『週刊少年チャンピオン』2019年33号付録[28]） - 色紙とコメント掲載[28]
- 『魔入りました!入間くん』描きおろしイラスト（『魔入りました！入間くん公式アンソロジー 放課後の！入間くん』1巻収録[29]）
- 刃牙シリーズ30周年記念企画お祝いイラスト（『週刊少年チャンピオン』2021年44号[30]）
- マンガ家の"うちの子"自慢 第1回 盆ノ木至（「コミックナタリー」2022年4月25日[31]） - 「ペット自慢エピソード」漫画寄稿[31]

### 作詞
- ヴァモネさんのテーマ[32] - テレビアニメ『吸血鬼すぐ死ぬ』挿入歌[33]
- わかってたよ[34] - テレビアニメ『吸血鬼すぐ死ぬ』キャラクターソング[35]

## 関連人物
ONE
師匠。
沢考史
元『週刊少年チャンピオン』編集長。『吸血鬼すぐ死ぬ』の第1話では、当時の編集長であった沢がネーム直しを行い、作品の形作りに協力している。